# 湿地繁缕
湿地繁缕（学名：Stellaria uda）为石竹科繁缕属的植物，为中国的特有植物。分布在中国大陆的青海、四川、新疆、西藏、云南等地，生长于海拔1,160米至4,750米的地区，多生在水沟边、坡地以及高原地区，目前尚未由人工引种栽培。